# Phradonoma cercyonoides
Phradonoma cercyonoides – gatunek chrząszcza z rodziny skórnikowatych i podrodziny Megatominae.
Gatunek ten opisany został w 1887 roku przez Edmunda Reittera. Zaliczany jest do grupy gatunków P. nobile.
Chrząszcz o trójczłonowej buławce czułków. Przedplecze bez białego owłosienia na bokach. Pokrywy z oskórkiem brązowopomarańczowym, opatrzonym pojedynczą, czarną przepaską poprzeczną od barków do tarczki i trzema poprzecznymi plamami białego owłosienia na każdej.
Skórnikowaty znany z Maroka, Sahary Zachodniej, Libii, Egiptu, Izraela i Syrii.